# Basilisk (браузер)
Basilisk (василіск) — браузер із відкритим кодом, створений розробниками Pale Moon. Перший реліз відбувся у листопаді 2017. Basilisk — це вічна бета-програма, призначення якої удосконалення базової платформи браузера.
Як і Pale Moon, Basilisk — це форк Firefox з деякими змінами. Basilisk використовує інтерфейс Australis, що використовується у Mozilla Firefox 29-56 версіях. Basilisk підтримує XUL / XPCOM і NPAPI розширення як і Pale Moon. На відміну від Pale Moon, Basilisk частково підтримує WebExtensions і DRM.